# Setaphis
Genre
Setaphis est un genre d'araignées aranéomorphes de la famille des Gnaphosidae.

## Distribution
Les espèces de ce genre se rencontrent en Afrique, en Europe du Sud et en Asie.

## Liste des espèces
Selon World Spider Catalog (version 22.0, 14/05/2021) :
- Setaphis algerica (Dalmas, 1922)
- Setaphis atlantica (Berland, 1936)
- Setaphis browni (Tucker, 1923)
- Setaphis canariensis (Simon, 1883)
- Setaphis carmeli (O. Pickard-Cambridge, 1872)
- Setaphis fuscipes (Simon, 1885)
- Setaphis gomerae (Schmidt, 1981)
- Setaphis jocquei Platnick & Murphy, 1996
- Setaphis makalali FitzPatrick, 2005
- Setaphis mediterranea Levy, 2009
- Setaphis mollis (O. Pickard-Cambridge, 1874)
- Setaphis murphyi Wunderlich, 2011
- Setaphis parvula (Lucas, 1846)
- Setaphis salrei Schmidt, 1999
- Setaphis sexmaculata Simon, 1893
- Setaphis simplex (Simon, 1885)
- Setaphis solanensis (Tikader & Gajbe, 1977)
- Setaphis spiribulbis (Denis, 1952)
- Setaphis subtilis (Simon, 1897)
- Setaphis tikaderi (Gajbe, 1993)
- Setaphis villiersi (Denis, 1955)
- Setaphis walteri Platnick & Murphy, 1996
- Setaphis wunderlichi Platnick & Murphy, 1996

## Publication originale
- Simon, 1893 : Histoire naturelle des araignées. Paris, vol. 1, p. 257-488 (texte intégral).